# Adam Irigoyen
Adam Erick Irigoyen (Miami, 5 de agosto de 1997) é um ator, cantor, rapper e dançarino norte-americano. Adam co-estrelou a série original do Disney Channel, No Ritmo como Deuce Martinez.

## Vida pessoal
Adam Irigoyen nasceu em 5 de agosto de 1997 em Miami, Florida. Ele atualmente vive no sul da Califórnia com sua mãe, Annie, uma professora de escola, o pai Eric, que também é um educador, e seu irmão mais novo, Jake. Irigoyen gosta de dançar música hip-hop e mais gosta de esportes, principalmente basquete.

## Carreira
Adam Irigoyen começou sua carreira quando tinha 11 anos de idade. Ele apareceu em vários anúncios publicitários e anúncios impressos antes de ser convidado para participar da popular sitcom da Disney Channel, Os Feiticeiros de Waverly Place. Irigoyen também apareceu em diversos filmes, mas nunca como papel principal. Em um de seus últimos trabalhos, ele co-estrelou a série do Disney Channel, No ritmo como Deuce Martinez, o melhor amigo de longa data de CeCe Jones (Bella Thorne) e Rocky Blue (Zendaya Coleman). Na série, ele também tomava conta esporadicamente do irmãozinho de CeCe enquanto as duas aprontavam. Irigoyen também fez um pequena participação em Peter Punk. Atuou, em 2014, no episódio "And the First Degree" de 2 Broke Girls como Hector. Em 2016 fez um pequeno papel na série The Fosters como Kyle Snow.

## Discografia
| Músicas | Músicas      | Músicas                                         | Músicas                    |
| Ano     | Titulo       | Outros Artistas                                 | Álbum                      |
| ------- | ------------ | ----------------------------------------------- | -------------------------- |
| 2011    | Monster Mash | Kenton Duty & Davis Cleveland                   | Spooky Buddies Soundstrack |
| 2011    | Roam         | Caroline Sunshine, Kenton Duty, Davis Cleveland | Tresure Buddies Soundtrack |
| 2011    | Show Ya How  | Kenton Duty                                     | Shake It Up: Live 2 Dance  |
| 2012    | School Girl  | Solista                                         | sem álbum                  |

## Ligação externa
- Adam Irigoyen. no IMDb.